# Следы (фильм)
«Следы» (англ. Traces) — короткометражный фильм-драма 2008 года от Американского института кино, печальная история о родительской любви, побеждающей предубеждение, гомофобию и трансфобию. Фильм участвовал в программах многих кинофестивалей, в том числе на 58-м Берлинале.

## Сюжет
Сидни Кеслер утром провожает своего любимого сына в аэропорт, а вечером узнаёт страшную новость: Джулиан попал в аварию и тяжело ранен. Отец спешит в больницу, но уже слишком поздно. В морге ему показывают тело Джулиана в женской одежде. Отец обнаруживает, что никогда по-настоящему не знал его. Желание собрать воедино все подробности жизни и смерти покойного сына приводит его к человеку, который стоял между Джулианом и Сидни на протяжении последних лет.

## В ролях
- Джон Антонини — бойфренд
- Алан Файнстайн — Сидни Кеслер
- Зак Грэхэм — Джулиан Кеслер
- Эндрю Трейстер — патологоанатом